# Марбургские файлы

Уоллис Симпсон, Эдуард VIII и Адольф Гитлер

Марбургские файлы (англ. Marburg Files), также известны как Виндзорские файлы или файлы герцога Виндзорского — серия сверхсекретных документов архива министерства иностранных дел, обнаруженных в Германии в 1945 году неподалёку от гор Гарц, и собранных вместе в Марбургском замке федеральной земли Гессен.

## Открытие
В 1945 году американские войска проходили неподалёку от окраины поместья Дегенерсхаус, где обнаружили вдоль дорог большое количество брошенных и разрушенных немецких военных машин, в некоторых из которых находились различные архивы нацистской Германии. Обнаружил документы, подписанные министром иностранных дел нацистской Германии Иоахимом фон Риббентропом, старший лейтенант отделения боевых действий и контрразведки 47-го пехотного полка 9-й пехотной дивизии Дэвид Д. Зильберберг. Он отправился в Дегенерсхаус, чтобы доложить о своей находке. Там он встретился с заместителем мэра Пансефельде, который сообщил ему, что, действительно, в 1943 году под покровом темноты из грузовиков выгрузили тонны документов как раз около замка Дегенерсхаус. Он сопроводил сержантов Герберта Шадера, Джорда Новака, Чарльза Магнума, а также других членов отдела разведки к местам, где были обнаружены сверхсекретные документы. Отчет Зильберберга был передан полковнику Диксону из G-2 (разведка) Первой армии США. Полковник отправил специалистов в замок Дегенерсхаус для дальнейшего расследования. Полковник опасался, что немецкие десантники попытаются уничтожить замок, поэтому приказал перевезти документы в более безопасное место, в Марбургский замок.

Старший лейтенант Зильберберг впоследствии говорил:
«Я не мог поверить в то, что увидел. Были документы, подписанные Кайзером, Бисмарком, известными генералами Первой мировой войны. Ряд документов был даже подписан Адольфом Гитлером!»
«Хотя разбитые машины на дорогах были обычным явлением, мое внимание привлек один грузовик прямо за городом Дегенерсхаузен. Он лежал в канаве, вокруг него были разбросаны бумаги. Я взял один из документов и увидел, что он подписан министром иностранных дел нацистской Германии Иоахимом фон Риббентропом».
В это же время американские войска арестовали немецкого офицера Карла фон Леша, пытавшегося бежать из Треффурта, неподалёку от Айзенаха. Фон Леш был помощником личного переводчика Адольфа Гитлера Пауля-Отто Шмидта. Когда в его отделении началась эвакуация, Шмидт поручил ему уничтожить все сверхсекретные бумаги, находящиеся в архиве. Помощник действительно уничтожил большую часть документов, однако принял решение сохранить наиболее важные из них и закопал их на окраине Марбурга. Впоследствии он был случайно представлен подполковнику Р. К. Томсону, руководителю британской группы по работе с документами. Карл фон Леш предложил Томсону привести их к месту захоронения документов в обмен на освобождение и избежание суда. Среди общего массива были обнаружены документы, раскрывающие неизвестные страницы англо-германских отношений.
Было выкопано около 400 тонн материалов (письма, документы, телеграммы), которые были отправлены в Марбург для дальнейшей экспертизы. Потребовалось сотни 2,5-тонных грузовиков, чтобы эвакуировать документы в Марбург. После проверки было выявлено, что минимум 60 документов содержат переписку между Эдуардом, герцогом Виндзорским (бывшим королём, отрёкшимся от британского престола в 1936 году) и верховным главнокомандованием нацистской Германии. Прежде чем передать оригинальные черновики и копии документов британскому правительству, американские дипломаты тщательно изучили их содержимое. Они стали предметом отдельного обсуждения между королём Георгом VI и премьер-министром Уинстоном Черчиллем. Король настоял на том, чтобы они были засекречены и никогда не публиковались. Вся серия документов была отправлена в Великобританию в 1948 году и размещена в Уаддон-холле, Бакингемшир.

## Содержание

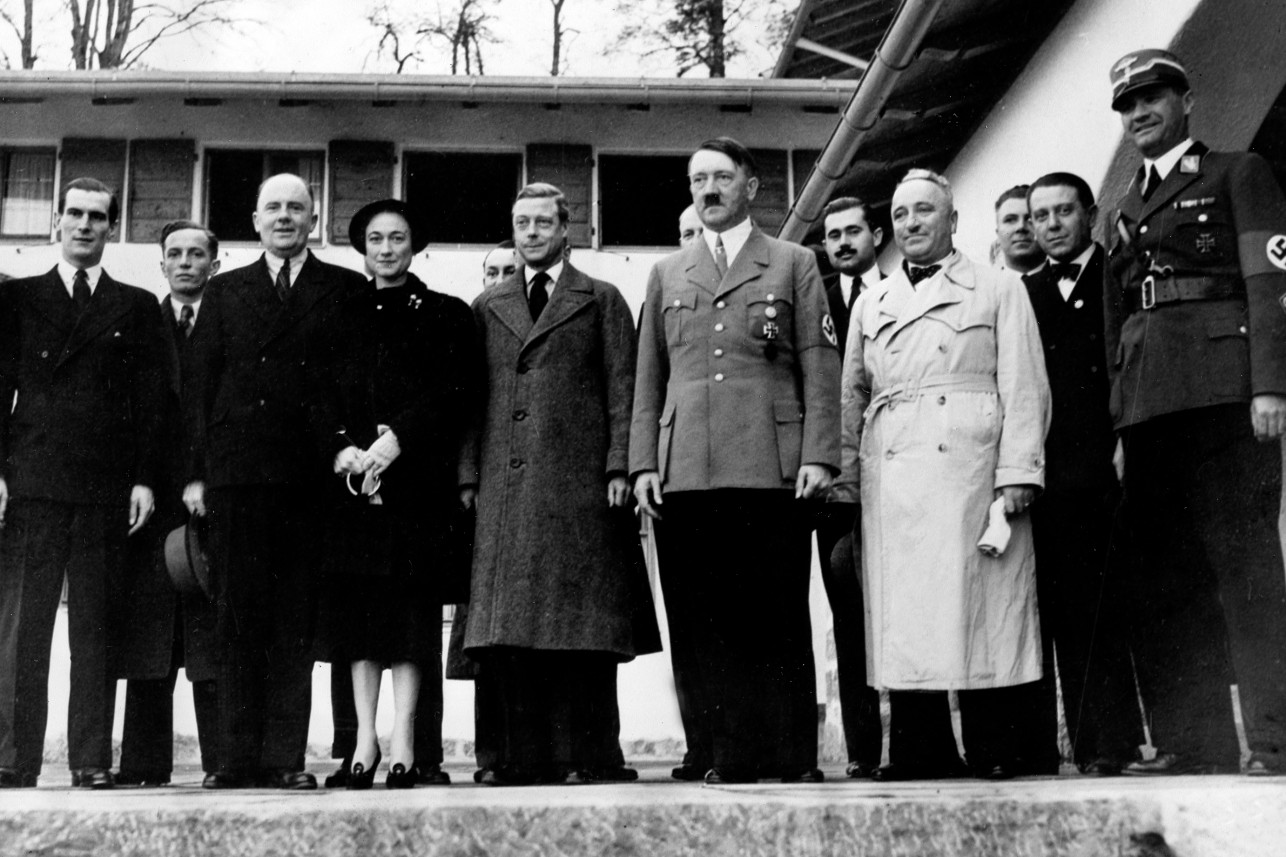
Герцог и герцогиня Виндзорские в резиденции Гитлера в горах Берхтесгадена, Баварские Альпы, 1937 год

В Марбургских файлах содержится «Виндзорское дело», раскрывающее сущность заговора нацистов под кодовым названием «Операция Вилли», организованного в 1940 году. Суть операции заключалась в убеждении герцога Виндзорского в фальшивом заговоре короля Георга VI и премьер-министра Черчилля с целью его убийства по приезде на Багамские острова. Предполагалось, что герцог официально вступит в союз с нацистской Германией и согласится на сговор с нацистами. Планировалось ложное похищение герцога, чтобы была возможность использовать шантаж для последующей капитуляции Великобритании и возвращения стран к мирным переговорам. Также документы якобы демонстрируют возможность плана нацистов восстановить герцога на престоле Великобритании и официально признать его жену Уоллис Симпсон королевой в обмен на предоставление нацистским силам свободного передвижения по Европе.
Среди Марбургских файлов есть переписка особо порочащая честь и достоинство королевской семьи. В ней утверждается, что герцог поощрял безжалостные бомбардировки Соединённого Королевства, пытаясь заставить британское правительство начать мирные переговоры. Принято считать, что нет никаких доказательств того, что герцог предпринял какие-либо действия для осуществления «Операции Вилли», при этом некоторые историки подтверждают, что первоначально Эдуард был более впечатлён поддержкой британского правительства, чтобы он стал губернатором Багамских островов, однако некоторые документы якобы подтверждают, что он симпатизировал нацистской идеологии, и сообщают, что герцог утверждал, что войны не произошло бы, если бы он остался монархом.
Ещё до женитьбы вокруг пары ходили слухи о глубокой симпатии Симпсон к нацистской идеологии. Ходили слухи, что она была лично знакома с Иоахимом фон Риббентропом и состояла с ним в близких отношениях. Известно, что Риббентроп регулярно посылал Уоллис домой на Бринстон Корт семнадцать красных роз в память об их первой встрече.
Кроме того, ещё в 1937 году герцог и герцогиня Виндзорские совершали визит в резиденцию Гитлера в Берхтесгардене, во время которого, по словам биографа Фрэнсис Дональдсон в её книге «Эдуард VIII», герцог приветствовал Гитлера традиционным нацистским приветствием, римским салютом. Королевская семья не одобрила поездку герцога.

## Публикация файлов
Историки Британии, США и Франции согласились работать в 1946 году при условии, что им разрешат выпустить в свет те документы, которые, на их взгляд, будут обязательны для публикации. Небольшая партия документов была выпущена в 1954 году, а затем, в 1957 году, был опубликован весь материал. С 1997 года Марбургские файлы находятся в Государственном архиве в Кью. Известно, что публикация файлов вызвала негодование герцога Виндзорского.

## В популярной культуре
В 6 серии «Vergangenheit» (нем. Прошлое) 2 сезона телесериала Netflix «Корона» (англ. The Crown) рассказывается о первоначальном ознакомлении Елизаветы II с засекреченными документами. Режиссёр эпизода Филиппа Лоуторп заявила, что во время съемок использовались подлинные копии файлов. Однако в сериале присутствует одна неточность. Елизавета действительно осудила поступок Эдуарда VIII, но он не был изгнан из королевской фамилии. Герцог регулярно поддерживал связь с семьей и появлялся на публике.